# I Still...
"I Still..." là đĩa đơn từ album phòng thu thứ năm của Backstreet Boys, Never Gone nhưng không phát hành tại hoa Kỳ. Thay vào đó, đĩa đơn ở Hoa Kỳ là "Crawling Back to You". Đĩa đơn đạt vị trí #1 trên Japan International Singles Chart với 20.182 bản được bán.

## Danh sách bài hát
Đây là các bản phát hành chính của "I Still...":
European CD single
1. "I Still" (album version) – 3:49
2. "Just Want You to Know" (Jason Nevins Remix Radio Edit) – 3:43

Australian CD single
1. "I Still" (album version) – 3:49
2. "I Still" (Passengerz Remix) – 3:17
3. "Just Want You to Know" (Jason Nevins Extended Mix) – 6:30
4. "I Still" (video enhancement) – 3:49

Japanese CD single
1. "I Still" (album version) – 3:49
2. "I Still" (Passengerz Remix) – 3:17
3. "Show Me the Meaning of Being Lonely" (live version) – 4:44
4. "Larger Than Life" (live version) – 3:58
5. "Just Want You to Know" (Jason Nevins Remix Radio Edit) – 3:43
6. "Just Want You to Know" (video enhancement) – 4:00
7. "I Still" (video enhancement) – 3:49

## Bảng xếp hạng
| Bảng xếp hạng (2006)                     | Vị trí cao nhất |
| ---------------------------------------- | --------------- |
| Australia ARIA Singles Chart             | 16              |
| Austrian Singles Chart                   | 47              |
| Dutch Singles Chart                      | 78              |
| German Singles Chart                     | 45              |
| Swedish Singles Chart                    | 35              |
| Swiss Singles Chart                      | 56              |
| Japan Oricon International Singles Chart | 1               |